# گریس فیلیپس
گریس فیپس (انگلیسی: Grace Phipps؛ زادهٔ ۴ مهٔ ۱۹۹۲) یک هنرپیشه اهل ایالات متحده آمریکا است. وی از سال ۲۰۱۰ میلادی تاکنون مشغول فعالیت بوده‌است.
از فیلم‌ها یا مجموعه‌های تلویزیونی که وی در آن‌ها نقش داشته است می‌توان به خاطرات خون‌آشام و سوپرنچرال اشاره نمود.